# 阿倫·歐米奇

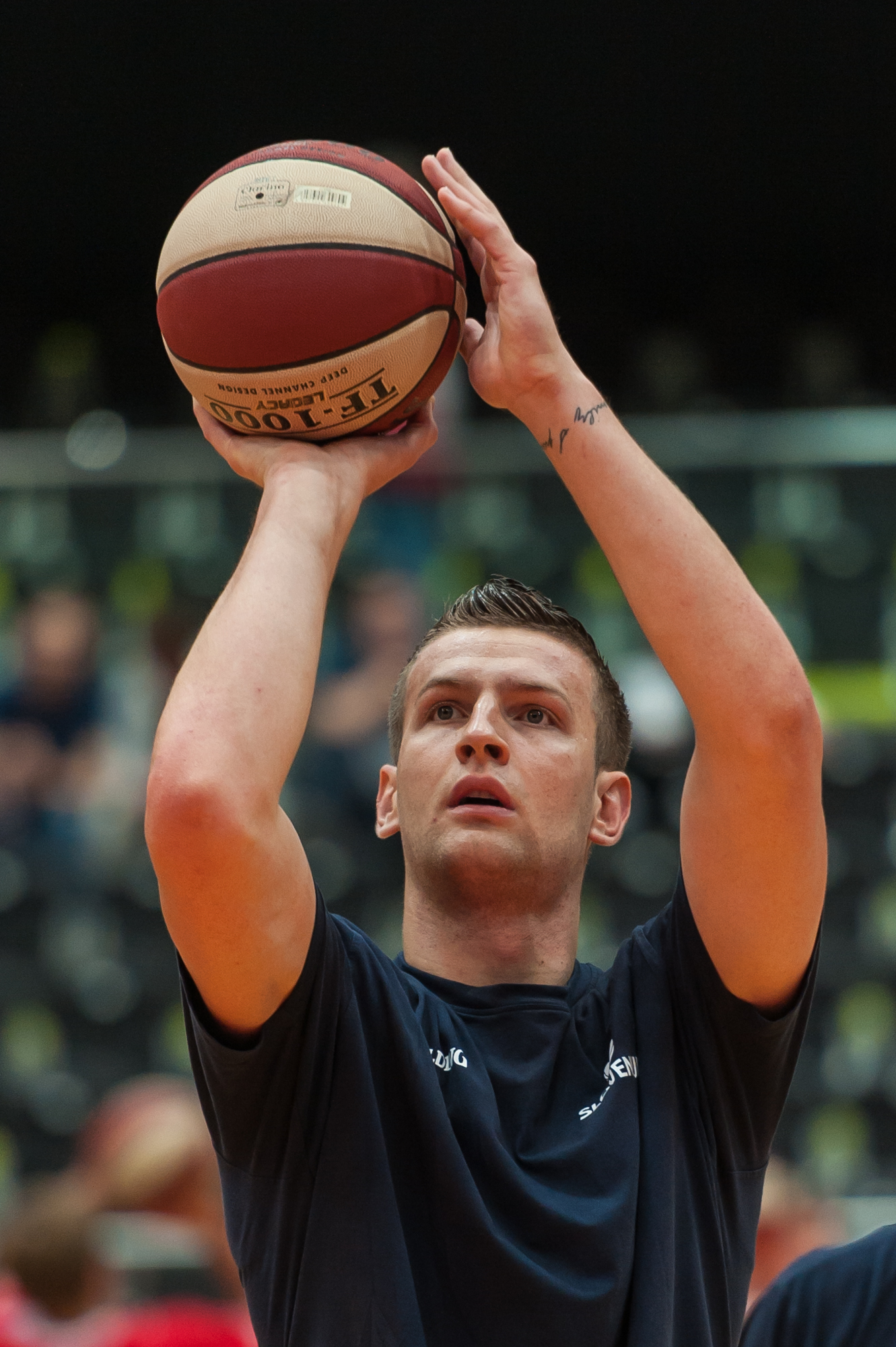
阿倫·歐米奇

阿倫·歐米奇（1992年5月6日—），斯洛文尼亞籃球運動員，現在效力於斯洛文尼亞籃球聯賽球隊奧林匹亞聯盟。他也是斯洛文尼亞國家籃球隊的一員，代表斯洛文尼亞參加了2014年籃球世界杯的比賽。